# Huh Yunjin
Huh Yunjin (허윤진?; 8 ottobre 2001) è una cantante e cantautrice statunitense È membro del gruppo femminile sudcoreano Le Sserafim.

## Primi anni di vita e istruzione
Huh Yunjin è nata l'8 ottobre 2001 a Seul, in Corea del Sud. Quando aveva otto mesi, si è trasferita con i genitori negli Stati Uniti. È cresciuta ad Albany, nello stato di New York, dove utilizzava il nome inglese Jennifer Huh. Durante gli anni alla Niskayuna High School, ha coltivato la passione per la musica e si è esibita come mezzosoprano, nonostante non avesse ricevuto una formazione operistica formale.
A 16 anni si è trasferita in Corea del Sud per intraprendere la carriera di idol K-pop, diventando trainee in diverse agenzie. Il 4 marzo 2019 si è iscritta al Dipartimento di Musica Applicata della Hanlim Multi Art School. Successivamente è tornata negli Stati Uniti per prepararsi all'università, ma ha abbandonato i piani dopo essere stata contattata nel 2021 dalla Hybe Corporation, che le ha offerto l'opportunità di debuttare con le                 Le Sserafim, proposta che ha accettato.

## Carriera

### 2018:Produce 48
Nel 2018, Huh ha partecipato al reality show sudcoreano Produce 48, trasmesso su Mnet, rappresentando la Pledis Entertainment insieme a Lee Ga-eun, membro delle After School. È stata eliminata prima della finale dello show, classificandosi al 26º posto.

### 2021–2022: Debutto con Le Sserafim
Il 24 agosto 2021 è stato riportato che Huh aveva firmato un contratto con la Source Music. Il 14 marzo 2022, Source Music ha annunciato il lancio di un nuovo gruppo femminile, Le Sserafim, in collaborazione con Hybe Corporation. Huh è stata rivelata come sesta e ultima componente del gruppo il 9 aprile 2022. Le Sserafim hanno debuttato il 2 maggio 2022 con l'EP Fearless, dove Huh è accreditata come autrice della traccia Blue Flame.
Il 9 agosto 2022 ha pubblicato il suo primo singolo solista, Raise Y_our Glass, per commemorare il 100º giorno dal debutto del gruppo. Ha anche co-scritto tre brani del secondo EP Antifragile: Impurities, No Celestial e Good Parts (When the Quality Is Bad but I Am), pubblicato il 17 ottobre 2022.

### 2023–presente: Debutto solista e attività individuali
Il 9 gennaio 2023, Huh ha pubblicato il suo secondo singolo, I ≠ Doll. Il brano rock autoprodotto presenta influenze trap e contiene un testo che riflette sulle critiche ricevute dagli idol basate esclusivamente sull’aspetto fisico. Il titolo gioca sulle parole “idol” e “doll” (bambola), mentre il video musicale animato – illustrato da Huh stessa – mostra un personaggio che affronta attenzione e critiche.
Parlando del protagonista del video, Huh ha affermato: "Volevo far apparire volutamente bidimensionale e piatto un personaggio che in realtà è multidimensionale. Ho pensato fosse interessante rappresentare qualcosa di complesso in modo semplice."
Divyansha Dongre di Rolling Stone India ha definito la canzone "una critica tagliente delle complessità del vivere costantemente sotto i riflettori".
Il 14 marzo 2023 ha pubblicato la sua terza canzone autocomposta, Love You Twice (피어나도록). Il titolo coreano si traduce in “finché non sboccia”, un chiaro riferimento al nome del fandom delle Le Sserafim, Fearnot. Il videoclip, realizzato dall’artista sudcoreano Ramdaram, racconta la storia di una fan che, ispirata dalla sua idol, trova il coraggio di prendersi cura di sé e inseguire il suo sogno di salire sul palco.
Il 14 agosto 2023 è uscito il suo quarto singolo, Blessing in Disguise, già presentato in anteprima al Weverse Con Festival nel giugno dello stesso anno. La traccia funk affronta il ritorno di Huh in Corea del Sud, raccontando emozioni come paura, entusiasmo e rimpianto.
Il 17 gennaio 2024 ha collaborato al brano Yes or No di GroovyRoom insieme a Crush, contribuendo anche ai testi. Il pezzo ha raggiunto la 57ª posizione nella classifica in tempo reale di Melon, restando nella top 10 della Hot 100 del sito anche un mese dopo.
Il 9 febbraio ha partecipato al singolo Stupid In Love dell'artista Max.
Il 27 febbraio 2024 è stato annunciato che avrebbe collaborato con J-Hope al brano I Don't Know, incluso nell'album Hope on the Street Vol. 1, pubblicato il 29 marzo 2024.
Il 10 gennaio 2025 ha pubblicato il suo quinto singolo autoprodotto, Jellyfish, anticipato mesi prima durante una live su Weverse. La traccia soul R&B è stata ispirata dalla riflessione che, sebbene la vita quotidiana di una persona possa sembrare dura, agli occhi di altri può risultare bella — proprio come una medusa lo è stata per lei.

## Discografia
Per la discografia di Huh Yunjin come membro delle Le Sserafim, vedi Discografia de Le Sserafim.

### Singoli

#### Come artista principale
| Titolo                      | Anno | Album                           |
| --------------------------- | ---- | ------------------------------- |
| Raise Y_our Glass           | 2022 | Singolo non incluso in un album |
| I ≠ Doll                    | 2023 | Singolo non incluso in un album |
| Love You Twice (피어나도록) | 2023 | Singolo non incluso in un album |
| Blessing in Disguise        | 2023 | Singolo non incluso in un album |
| Jellyfish (해파리)          | 2025 | Singolo non incluso in un album |

#### Come artista ospite
| Titolo                                                | Anno | Album                           |
| ----------------------------------------------------- | ---- | ------------------------------- |
| Yes or No (GroovyRoom featuring Huh Yunjin and Crush) | 2024 | Singolo non incluso in un album |
| Stupid in Love (Max featuring Huh Yunjin)             | 2024 | Love in Stereo                  |
| I Don't Know (J-Hope featuring Huh Yunjin)            | 2024 | Hope on the Street Vol. 1       |